# Henry Sakaida
Henry Hiroshi Sakaida (Santa Mónica, 19 de octubre de 1951 - Los Ángeles, 28 de agosto de 2018) fue un historiador y escritor estadounidense, autor de varios libros relacionados con la Segunda Guerra Mundial, principalmente escribía sobre pilotos poco conocidos, así como sobre la historia y el lado personal de la guerra. Su investigación se centraba esencialmente en la Guerra del Pacífico, los pilotos japoneses y los héroes y heroínas de la Unión Soviética. Era un japonés-estadounidense de tercera generación.

## Biografía
Nació en 19 de octubre de 1951, vivió en Japón desde los 3 hasta los 5 años, su padre estaba divorciado y no podía cuidar a sus tres hijos, por lo que los envió a Japón con sus abuelos hasta que él pudiera restablecerse, por lo que asistió a la escuela infantil en Japón. Poco después regresó a los EE. UU. Sakaida asistió a la Rosemead High School en la localidad californiana de Rosemead donde estuvo en la clase de 1970.
Exceptuando los dos libros que dedicó a los héroes y heroínas de la Unión Soviética, su trabajo se centró en el estudio de la guerra aérea en el teatro de operaciones del Pacífico, desde el lado japonés, lo que permitió que las hazañas de las unidades y los aviadores del Servicio Aéreo del Ejército Imperial Japonés y del Servicio Aéreo de la Armada Imperial Japonesa recibieran una cobertura de la que nunca antes habían disfrutado. También trabajó en los documentales Secrets of the Dead (2000) y History Undercover: The True Story of the Black Sheep Squadron (2001).
Sakaida murió el 28 de agosto de 2018 en Los Ángeles, debido a un derrame cerebral a la edad de sesenta y siete años.

## Libros
A lo largo de su vida escribió catorce libros e innumerables artículos sobre la Segunda Guerra Mundial.
- — (1985). Winged Samurai : Saburo Sakai and the Zero Fighter Pilots. (en inglés). Champlin Fighter Museum Press. ISBN 0-912173-05-X. OCLC 464221562.
- — (1993). Pacific air combat WW II: Voices from the past (en inglés). Phalanx Pub. Co. ISBN 0-9625860-7-2. OCLC 29847802.
- — (1996). The siege of Rabaul (en inglés). Phalanx Pub. ISBN 1-883809-09-6. OCLC 34944934.
- — (1997). Japanese Army Air Force aces, 1937-45 (en inglés). Osprey Aerospace. ISBN 1-85532-529-2. OCLC 40396302.
- — (1998). Imperial Japanese Navy Aces, 1937-45 (en inglés). Osprey Aerospace. ISBN 1-85532-727-9. OCLC 40441438.
- — (1999). Aircraft of the Aces: Imperial Japanese Navy Aces 1937–1945 (en inglés) 22. Osprey Publishing. ISBN 1855325292.
- — (2000). B-29 Hunters of the JAAF (en inglés). Osprey Publishing. ISBN 1-84176-161-3. OCLC 50723404.
- — (2002). Aces of the rising sun, 1937-1945. Osprey Publishing. ISBN 1-84176-618-6. OCLC 49871837.
- — (2003). Genda's blade : Japan's squadron of aces : 343 Kokutai : [343 Kaigun Kōkūtai] (en inglés). Classic Publications. ISBN 978-1-903223-25-3. OCLC 52062511.
- — (2003). Heroines of the Soviet Union 1941-45 (en inglés). Osprey Publishing. ISBN 1-84176-598-8. OCLC 51779412.
- — (2004). Heroes of the soviet union 1941-45 (en inglés). Osprey Publishing. ISBN 978-1-78096-652-6. OCLC 869382277.
- —; Takaki, Koji; Nila, Gary (2006). I-400 : Japan's secret aircraft-carrying strike submarine: objective Panama Canal (en inglés). Hikoki Publications. ISBN 978-1-902109-45-9. OCLC 57575597.

Nota: ninguno de sus libros ha sido traducido al español